# Erwin Von Der Walde
Erwin Von Der Walde, Erwin von der Walde Simon né le 7 aout 1927 à Coblence, Allemagne et mort le 17 juin 2016 à Bogota (Colombie), est un mathématicien et physicien colombien. Ses parents de nationalité allemande se rendent en Colombie et mettrons au monde, deux garcons Kurt et Erwin ainsi qu'une fille Alice. Erwin est à la fois enseignant d'allemand, de mathematique et de physique à Bogota.

## Biographie
Né dans une famille aisée, son père Joseph von der Walde né le 28 novembre 1902 en Allemagne, sa mère Erna von der Walde (née Simon). Erwin obtient son diplôme d'études secondaires au Collège des Frères Maristes de Bogotá. En 1948, il entre à l’Université Nationale de la capitale colombienne où il étudie simultanément la chimie et les mathématiques. En 1953, il se consacre à l'enseignement des mathématiques. Il obtient une licence en sciences mathématiques en 1955, et enseigne l'allemand à l'Université nationale, en étant encore étudiant. Il est nommé premier directeur du Département de mathématiques de la nouvelle Faculté des sciences, créée en 1965
Erwin Von Der Walde prend sa retraite en 1985.